# 18 mars aux Jeux paralympiques d'hiver de 2018
Le dimanche 18 mars aux Jeux paralympiques d'hiver de 2018 est le neuvième et dernier jour de compétition.

## Programme
| Heure UTC+9 (Pyeongchang)                     |               |
| bleu                                          | Cérémonie     |
| neutre                                        | Épreuve       |
| or                                            | Finale        |
| orange                                        | Petite finale |
| rose                                          | Reporté       |
| gris                                          | Annulé        |
| Compétition masculine                         | Hommes        |
| Compétition féminine                          | Femmes        |
| Compétition mixte (hommes et femmes mélangés) | Mixte         |
| Compétition en couple (1 homme et 1 femme)    | Couple        |
| modifier                                      |               |

L'heure indiquée est celle de Pyeongchang, pour l'heure française il faut enlever 8 heures.
| Horaire | Discipline Spécialité | Discipline Spécialité              | Discipline Spécialité | Phase      | Résultats                                              | Références |
| 09:30   |                       | Ski alpin Slalom géant malvoyants  |                       | 1re manche | -                                                      |            |
| 10:00   |                       | Ski alpin Slalom géant debout      |                       | 1re manche | -                                                      |            |
| 10:00   |                       | Ski de fond Relais mixte 4x2,5 km  |                       | Finale     | Ukraine · Canada · Allemagne                           |            |
| 10:30   |                       | Ski alpin Slalom géant assis       |                       | 1re manche | -                                                      |            |
| 11:00   |                       | Ski de fond Relais ouvert 4x2,5 km |                       | Finale     | France · Norvège · Canada                              |            |
| 12:00   |                       | Hockey sur luge                    |                       | Finale     | 1 - 2                                                  |            |
| 12:30   |                       | Ski alpin Slalom géant malvoyants  |                       | 2e manche  | Menna Fitzpatrick · Henrieta Farkašová · Millie Knight |            |
| 12:47   |                       | Ski alpin Slalom géant debout      |                       | 2e manche  | Marie Bochet · Mollie Jepsen · Andrea Rothfuss         |            |
| 13:07   |                       | Ski alpin Slalom géant assis       |                       | 2e manche  | Anna-Lena Forster · Momoka Muraoka · Heike Eder        |            |
| 20:00   |                       | Cérémonie de clôture               | -                     | Cérémonie  | -                                                      |            |

### Médailles du jour
| Rang  | Nation          | Or | Argent | Bronze | Total |
| ----- | --------------- | -- | ------ | ------ | ----- |
| 1     | France          | 2  |        |        | 2     |
| 2     | Allemagne       | 1  |        | 2      | 3     |
| 3     | Grande-Bretagne | 1  |        | 1      | 2     |
| 4=    | États-Unis      | 1  |        |        | 1     |
| 4=    | Ukraine         | 1  |        |        | 1     |
| 6     | Canada          |    | 3      | 1      | 4     |
| 7=    | Japon           |    | 1      |        | 1     |
| 7=    | Norvège         |    | 1      |        | 1     |
| 7=    | Slovaquie       |    | 1      |        | 1     |
| 10    | Autriche        |    |        | 1      | 1     |
| Total | Total           | 6  | 6      | 5      | 17    |